# Amphoroidea falcifer
Amphoroidea falcifer är en kräftdjursart som beskrevs av G. Thomson 1879. Amphoroidea falcifer ingår i släktet Amphoroidea och familjen klotkräftor.
Artens utbredningsområde är havet kring Nya Zeeland. Inga underarter finns listade i Catalogue of Life.